# Крымская повстанческая армия
Крымская повстанческая армия, Крымская повстанческая армия Мокроусова — красное партизанское соединение, действовавшее в Крыму, в тылу Русской армии Врангеля, в августе-ноябре 1920 года. Было сформировано на базе многочисленных отрядов с различной политической ориентацией, а часто и банд, называемых Крымской зелёной повстанческой армией под формальным командованием председателя Таврического подпольного областного военно-революционного комитета С. Я. Бабахана.
Костяком нового соединения стал десант из 11 моряков, высаженный под командованием А. В. Мокроусова 17(4) августа 1920 года у берегов Капсихора с катеров «Гаджибей» и «Витязь». Хотя в поздней советской историографии она обычно называется красной, в воспоминаниях и исторических работах 1920-30-х годов её даже после переформирования Мокроусовым называют красно-зелёной.
Повстанческая армия в короткое время развернула три территориальных полка в разных районах горного Крыма, конный полк и крымскотатарский полк, осуществляла налёты на населённые пункты, нарушала снабжение, транспорт и связь врангелевцев. Крупнейшими её операциями стало нападение на Бешуйские копи и захват Судака. После перехода И. Д. Папанина через линию фронта и доклада командующему Южным фронтом М. В. Фрунзе о деятельности повстанческой армии 9 ноября у Капсихора высадился 2-й папанинский десант, который состоял из 50 человек. Последним крупным боем армии стало столкновение с частями конницы генерала И. Г. Барбовича на Феодосийском шоссе во время Крымской эвакуации.
После занятия Крыма армия была распущена, часть её состава влилась в РККА, многие участники стали советскими активистами в Крыму. А. В. Мокроусов возглавил в деревне Кара-Кият сельхозкоммуну, И. Д. Папанин стал комендантом Крымской чрезвычайной комиссии. Часть участников Крымской повстанческой армии впоследствии стали участниками Партизанского движения в Крыму в годы Великой Отечественной войны.

## Предыстория
В начале 1920 года силы ВСЮР в Крыму сильно ослабли. Появились предпосылки для взятия Крыма красными. Однако удачные действия генерала Я. А. Слащёва в ходе Крымской обороны весной 1920 года нанесли РККА большие потери и позволили белым закрепиться. После смены А. И. Деникина бароном П. Н. Врангелем на посту главнокомандующего белое движение реорганизовалось и даже смогло перейти летом 1920 года в наступление в Северной Таврии. При этом в тылу белых было неспокойно. Действовало коммунистическое подполье. В Севастополе контрразведкой в январе 1920 было пресечено красное восстание под руководством большевика В. В. Макарова. Леса были полны различными бандами: красного направления, зелёными, дезертирами армии Врангеля, уголовными шайками. Сил для контроля территории у ВСЮР, а позднее у армии Врангеля катастрофически не хватало. В январь-марте 1920 года с большим трудом белые подавили мятеж капитана Орлова, причём всем наблюдателям стало ясно, что в тылу белых могут беспрепятственно перемещаться достаточно крупные отряды.
К зеленым присоединялось большое число дезертиров армии Врангеля, причём иногда целыми подразделениями. Однажды из села Саки бежало свыше 30 казаков с шестью офицерами, не желая вливаться в другой полк. Они привели в негодность свои пулеметы, унеся замки. Эта банда, во главе которой стоял войсковой старшина Пономарев, два месяца занималась в горах грабежами в качестве «зеленых» и наконец сдалась войскам Врангеля, выговорив себе прощение.
В этих условиях по указанию ЦК компартии Украины для руководства партизанами в Крыму которые именовались Крымской зелёной повстанческой армией, а газетами в тылу Врангеля — просто зелёными, а также для расширения их действий была отправлена группа во главе с А. В. Мокроусовым (Савиным) и И. Д. Папаниным, которые ранее уже действовали в Крыму и имели связи среди подполья.
П. В. Макаров в статье 1933 года в газете "Красный Крым" указывает, что при всей аморфности Крымской зелёной повстанческой армией она к лету 1920 года имела некое ядро, базировавшееся в районе Мангуша (ныне Прохладное) и политически подчинялась с января 1920 года С. Я. Бабахану, председателю Таврического подпольного областного военно-революционного комитета и главкому повстанческой армии, которая имела в названии слово "советская". Однако её отряды скоординированной деятельности не вели, занимаясь выживанием и самообеспечением.

## Действия Крымской повстанческой армии

### 1-й Мокроусовский десант
17 (4) августа 1920 года на берегу у Капсихора с катеров «Гадим-бей» и «Витязь» (у Папанина «Гаджибей») высадилась группа из 11 человек. В воспоминаниях Г. Кулиша 1923 года они указаны поимённо: «Приведем список главных участников десанта и Крымской Повстанческой Армии: т. т. [А. В.] Мокроусов (анархист), [В.] Погребный (член Р.К.П.б.), [C.] Муляронок (член Р.К.П.б.), [Г. А.] Кулиш (чл. Р.К.П.б.), [Н.] Ефимов (чл. Р.К.П.б.), [А.] Васильев (член Р.К.П.б.), [И. Д.] Папанин (член Р.К.П.б.), [А.] Григорьев (анарх.), [Д. С.] Соколов (беспарт.), [Ф. Олейников] Алейников (беспарт.), [Ф.] Курган (член Р.К.П.б.), Тоня Федорова (чл. Р.К.П.б.), Алеша „Черный“ (анарх.), [В. С.] Васильев (чл. Р.К.П.б.)». Аналогичный список приведён в книге И. Д. Папанина.
Отряд имел несколько пулеметов, большое количество патронов и крупную сумму денег (по воспоминаниям Папанина 1 млн царских рублей). Береговая охрана не заметила катера и высадка прошла беспрепятственно. С помощью крымских татар моряки, нагруженные пулеметами и патронами, переправились в лес к партизанам, которые встретили их с большой радостью. Многие были лично знакомы с Мокроусовым и Папаниным, другие слышали о их прошлой деятельности в Крыму. На следующий день Мокроусов принял командование над всеми партизанскими отрядами Крыма. Папанин был назначен заместителем командующего и казначеем. Военкомом Повстанческой армии стал В. С. Васильев, членом чрезвычайной тройки А. И. Федорова, начальником подрывных команд А. П. Улановский (Алёша Чёрный). Штаб расположился в Зуйских лесах в пещере в долине реки Бурульча. В штабе имелись бланки с советским штампом и круглая печать: «Крымская Повстанческая Армия» с гербом РСФСР. Таким образом, Крымская повстанческая армия с самого начала позиционировала себя как часть Советской власти.

Прежний главком С. Я. Бабахан после передачи командования не нашёл контакта с Мокроусовым и сентябре покинул Крым. О действиях бывшего штаба партизанских отрядов под руководством С. Я. Бабахана до высадки Мокроусова и Папанина, в докладной записке Папанина в Москву говорится: «Я установил полную бездеятельность штаба, заключающуюся в следующем: штаб за все время своего существования не дал ни одному из отрядов никакого задания и разбросал людей на мелкие отряды на десятки верст, мотивируя отсутствием средств. Никаких планов действий штабом не намечено».

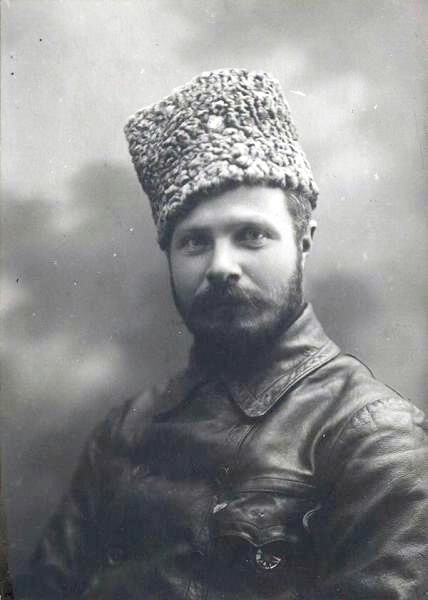
М. В. Фрунзе - командующий Южным фронтом
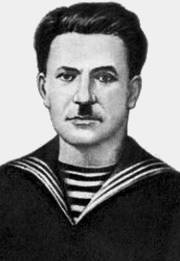
А. В. Мокроусов - главнокомандующий командующий Крымской повстанческой армией с августа по ноябрь 1920 года
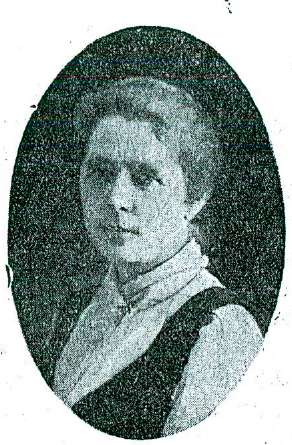
Федорова А. И. (Тоня) - член тройки подпольного обкома
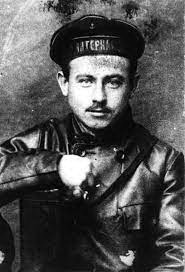
И. Д. Папанин - заместитель командующего
П. В. Макаров - командир 3-го Симферопольского партизанского полка
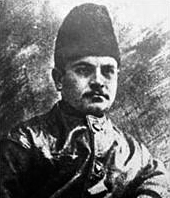
Осман Дерен-Айерлы - командир крымскотатарского отряда
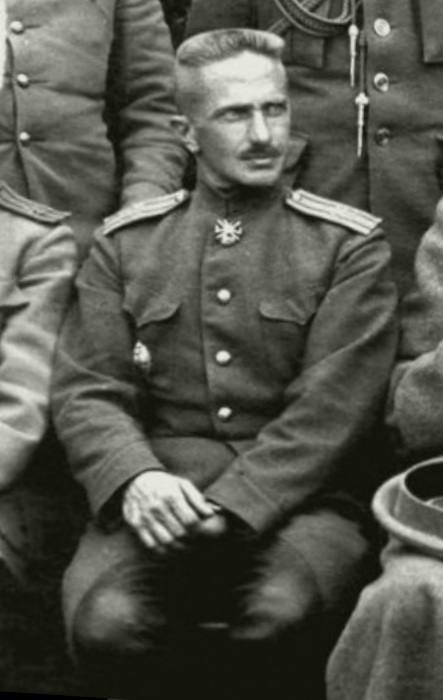
Генерал А. Л. Носович - начальник тылового района по борьбе с партизанским движением

### Развёртывание Крымской повстанческой армии
Своим «Приказом № 1 по лесам и горам Крыма» Мокроусов объединил все разрозненные отряды. Армия была поделена на три полка по территориальному принципу. Первый полк действовал в районе Феодосии, им командовал Г. Кулиш (один из членов десанта). Второй полк действовал в районе Карасубазара (командир Н. Ефимов). Третий полк действовал в районе Симферополя, им командовал брат казненного контрразведкой в Севастополе большевика В. В. Макарова — П. В. Макаров. Кроме этого, впоследствии в распоряжении штаба Крымской повстанческой армии были: один конный полк в 110 сабель (командир Галько) и татарский отряд в 85 человек (командир О. Дерен-Айерлы), состоявший из жителей ближайших деревень. К сентябрю Повстанческая армия насчитывала около 300 человек (к ноябрю их число удвоилось), постоянно улучшалось вооружение за счёт трофеев. Отряды, не подчинившиеся приказу № 1, отныне считались бандитскими, а их члены должны были расстреливаться как враждебные Советской власти лица.
П. В. Макаров так описывает прибытие командующего Мокроусова в расположение полка под Чатыр-Дагом в августе 1920 года:
«Полк, в составе ста шестидесяти партизан, изо всех сил старался предстать пред знаменитым революционером во всей красе воинской дисциплины.
— Смирно! — скомандовал я. — Командующий армией т. Мокроусов!
— Здравствуйте, дорогие товарищи!—приветствовал партизан т. Мокроусов. — Вот вам подарок из Советской России.
— Ну, теперь мы покажем белым — пускай узнают! У зеленых тоже есть пулеметы !»
К моменту эвакуации армии Врангеля в 3-м Симферопольском партизанском полку (отряде) П. В. Макарова состояло уже 279 человек. Вооружение: винтовок — 235; револьверов — 12; пулемётов — 11. Для передвижения в отряде имелось 13 лошадей и 16 повозок.
Три дня понадобилось новому командованию для очищения армии от ненадёжных элементов и приведения её в боевую готовность. Была введена железная дисциплина, началась работа по привлечению в Повстанческую армию рабочих, крестьян и молодежи, подлежащей мобилизации. Руководящее ядро армии состояло из 39 членов РКП(б) и 25 комсомольцев. Секретарем партийной организации был прибывший с французского фронта (из Африки) участник Первой мировой войны Валиков. Среди партизан было много солдат, были и старые военные специалисты, участники империалистической войны: есаул Осипов, полковник Шулькевич и другие.
Запасы оружия и продовольствия хранились в ущельях и скалах. Мука, оружие пряталось в схронах. Помощь партизанам оказали лесничие и объездчики казённых лесов. Их помещения были также в распоряжении повстанцев. Лесники, хорошо знающие местность, не раз выручали партизан при попытке белых проникнуть в лес. Они передавали партизанам различные сведения местного характера, предупреждали их о приближении врага, выполняли поручения по связи с городом и занимались необходимыми для партизан хозяйственными делами. Из лесников особо отличилась семья Кособродовых.

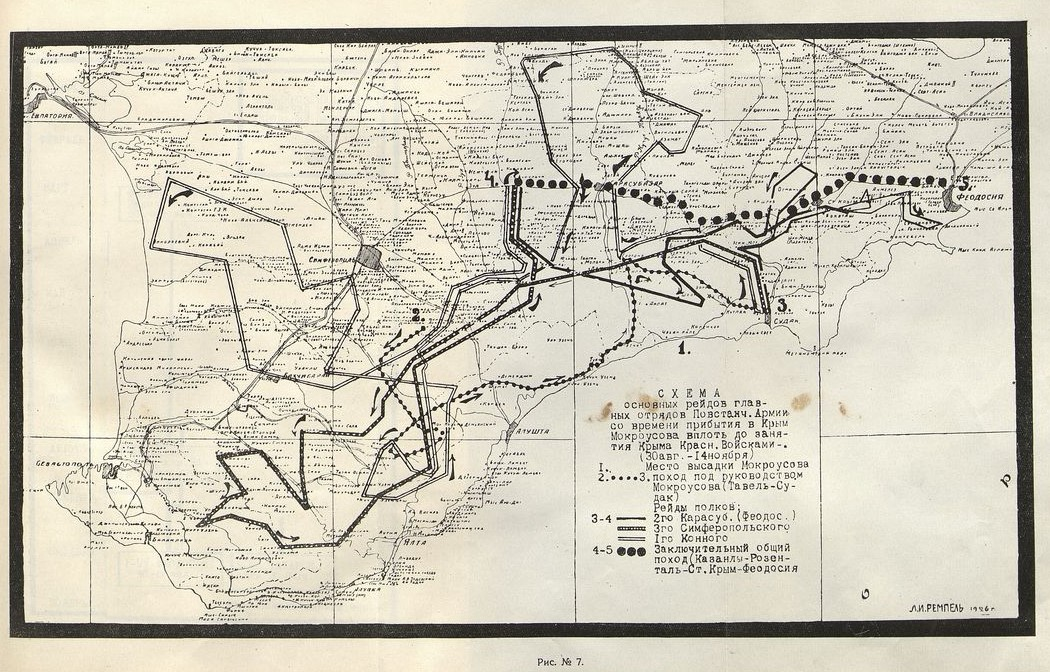
Схема основных рейдов Крымской повстанческой армии. Из издания Революция в Крыму. Историческая библиотека Истпарта О. К. Крыма Вып. 7 Симферополь : Крымиздат, 1927.

### Нападение на Бешуйские копи
Партизаны решили лишить Врангеля поставок угля, необходимого для железнодорожного сообщения. Заготовку дров красные партизаны блокировали обстреливая команды, посланные за топливом. Бешуйские копи в горах, в верховьях реки Качи, являлись единственным источником каменного уголя для белых. К ним была проложена узкоколейка. Поздней ночью 30 (17) августа 1920 года партизаны в ходе атаки захватили копи и взорвали шахты найденным там же динамитом. После перестрелки партизаны отступили.
Активное участие в нападении на Бешуйские копи принимал И. Д. Папанин. Об этом писал в воспоминаниях участник боя Киселёв:
«Мы брали гору за горой, постройку за постройкой, выбили белых из центра шахт. Местами цепи противника и наши сходились на расстоянии 5—10 шагов. Дойдя до рабочих казарм, мы остановились. Лежавший со мной рядом в цепи т. Скрипниченко переругивался с лежащими напротив белыми, предлагая им сдаться. Вновь начинающаяся перестрелка заглушала переговоры, а сзади цепей шла подготовительная работа к взрыву шахт, руководимая Иваном Папаниным. Когда все было готово к взрыву, т. Мокроусов отдал приказ об отходе. Белые стреляли из пулеметов по отходящим цепям, но не причинили нам урона. Отойдя от центра шахт, через несколько минут мы услышали взрыв такой неимоверной силы, что под нами заколебалась почва. В воздух взлетели груды камней и дерева, большое пространство окуталось пылью и дымом. Результатом взрыва явилось уничтожение шахты № 1, материального и продуктового склада, мастерских и большого запаса взрывчатых веществ».
Отступление от копей продолжалось с боями по линии Чатыр-Даг, Алушта, село Куру-Узень (Солнечногорское).
В августе 1920 года во время рейда 1-го конного полка под командой А. Григорьева севернее Карасубазара в Табулды (ныне Найдёновка) был захвачен с конвоем и расстрелян партизанами Крымской повстанческой армии генерал от кавалерии В. В. Сахаров.

### Захват Судака
11 сентября 1920 года отряд партизан в 300 человек захватил Судак. Внезапным нападением партизаны ошеломили гарнизон. Передовой дозор партизан разгромил телеграф, телефонную станцию. Были расстреляны захваченные полковник Усачёв и нескольких офицеров. Партизаны захватили около 100 подвод с продовольствием, 300 голов овец и другие трофеи. До вечера партизаны контролировали город. После трехчасового боя партизаны ушли в лес, их потери составили 4 бойца.
Взятие Судака вызвало панику в тылу Врангеля. Губернские власти опасались за судьбу Симферополя, Севастополя и принимали меры предосторожности против возможных нападений. 14 сентября начальник гарнизона Судака издал следующий приказ: «Вплоть до отмены воспрещаю появления на улицах города Судака и его окрестностей позже 10 часов вечера. Предупреждаю, что обнаруженные на улицах после означенного срока будут расстреливаться на месте».
Победа в Судаке воодушевила партизан. Они готовились к новым нападениям, разрабатывался план захвата Гурзуфа.

### Антипартизанские силы Русской армии Врангеля
Неудачи на фронтах и неожиданная активность партизан вызвали панику в тылу Врангеля. Таврическая губернская стража обязала всех выезжающих из города Симферополя в Алушту, Ялту или Судак и из Феодосии в Судак собираться у полиции к определённому времени и составлять караваны под воинским эскортом. Перемещаться вне караванов было категорически запрещено.
В сентябре газета «Вечернее время» писала: «Существование партизан приняло такой угрожающий характер, что замалчивать это своеобразное явление наших дней значит закрывать глаза на огромную опасность. Фактически шоссейные дороги Крыма, благодаря зелёным, стали непроходимыми. Поехать, например, из Алушты в Симферополь или из Феодосии в Судак стало делом опасным, не говоря уже о том, что благодаря партизанам стала невозможной мирная работа, стал затруднительным подвоз дров и продуктов в города. Существование партизан грозит порядку в Крыму».
Врангель для разгрома партизан вынужден был отозвать части с фронта, так как сил полиции для ликвидации не хватало. Белогвардейцы окружали леса, проводили рейды на партизан, но те хорошо ориентировались в лесу и предупреждались населением о передвижении неприятеля и рейды не имели успеха. Крестьянские дети носили партизанам пищу, газеты, передавали новости.
Общее руководство антипартизанскими силами Врангель возложил на генерала А. Л. Носовича
В докладе А. В. Мокроусова в штаб Юго-Западного фронта отмечалось: «Для борьбы с партизанщиной врангелевский штаб имеет специальную армию, которой командует генерал Носович, в состав армии входят карательные отряды, составленные из немцев, болгар, юнкеров, казаков и государственной стражи в городах: из буржуазии, инвалидов-офицеров. Отрядов таких 50 по 200 человек, хорошо вооруженных, расположены — Судак, Старый Крым, Салы, Чермалык, Сартаны, Султан-Сарай, Карасубазар, Розенталь-Зуя, Мазанка, Тавель, Саблы, Бешуи, Мангуш, Бахчисарай, Бешуйские шахты, Ялта, Гурзуф, Козьма-Демьяновский монастырь, Узенбаш, что в трех верстах на шоссе юго-западнее Корбека, в Алуште, Кучук-Узень. Об отрядах, расположенных вне указанных пунктов, сведений не имеется. Во время проявления активности партизанами белые перебрасывают для облавы леса регулярные части с фронта, исключительно дроздовцев, марковцев, корниловцев и семеновцев».

### Дезорганизация тыла Русской армии Врангеля
13 сентября 1920 года деревня Кучук-Узень была занята отрядом партизан в 140 человек. Партизаны разоружили стражу, сняли телефон на почтовой станции и вывезли продовольствие из имений Козлова и Княжевича. 24 сентября партизаны вновь заняли Кучук-Узень, откуда по телефону передали в части противника предложение солдатам бежать из белой армии. 30 сентября партизаны разрушили лесопильный завод в пяти верстах западнее деревни Малые Казанлы. Рабочие были отправлены по домам. 1 октября у деревни Салы (ныне Грушевка) 2-й Карасубазарский партизанский полк нанёс поражение подразделениям 4-го Кавалерийского полка. 3 октября для диверсии против поезда Врангеля партизаны заложили под полотно крупный фугас. За 15 минут до прохода поезда он был обнаружен, поезд был задержан и фугас обезврежен. 12 октября 1920 года 2-й Карасубазарский Повстанческий полк, получив сведения о передвижении белых частей по судакскому шоссе устроил там засаду. В бою были разбиты два отряда: конный 4-го Кавалерийского полка и пеший того же полка, взято 8 человек пленных, позднее перешедших в ряды повстанцев, остальные рассеялись. Противник потерял много убитыми и ранеными. Захвачены винтовки и патроны. У партизан потерь не было. 20 октября 1-м Конным повстанческим полком была занята деревня Зуя Симферопольского уезда. Находившийся в деревне белогвардейский полк частью разбежался, а часть была убита в перестрелке. Полиция во главе с приставом бежала. Захвачены винтовки, патроны и несколько пленных. Со стороны партизан были потери в одного убитого. 30 октября 1920 года подрывная команда 3-го Симферопольского партизанского полка взорвала поезд в трех верстах севернее Алмы. Поезд сгорел.

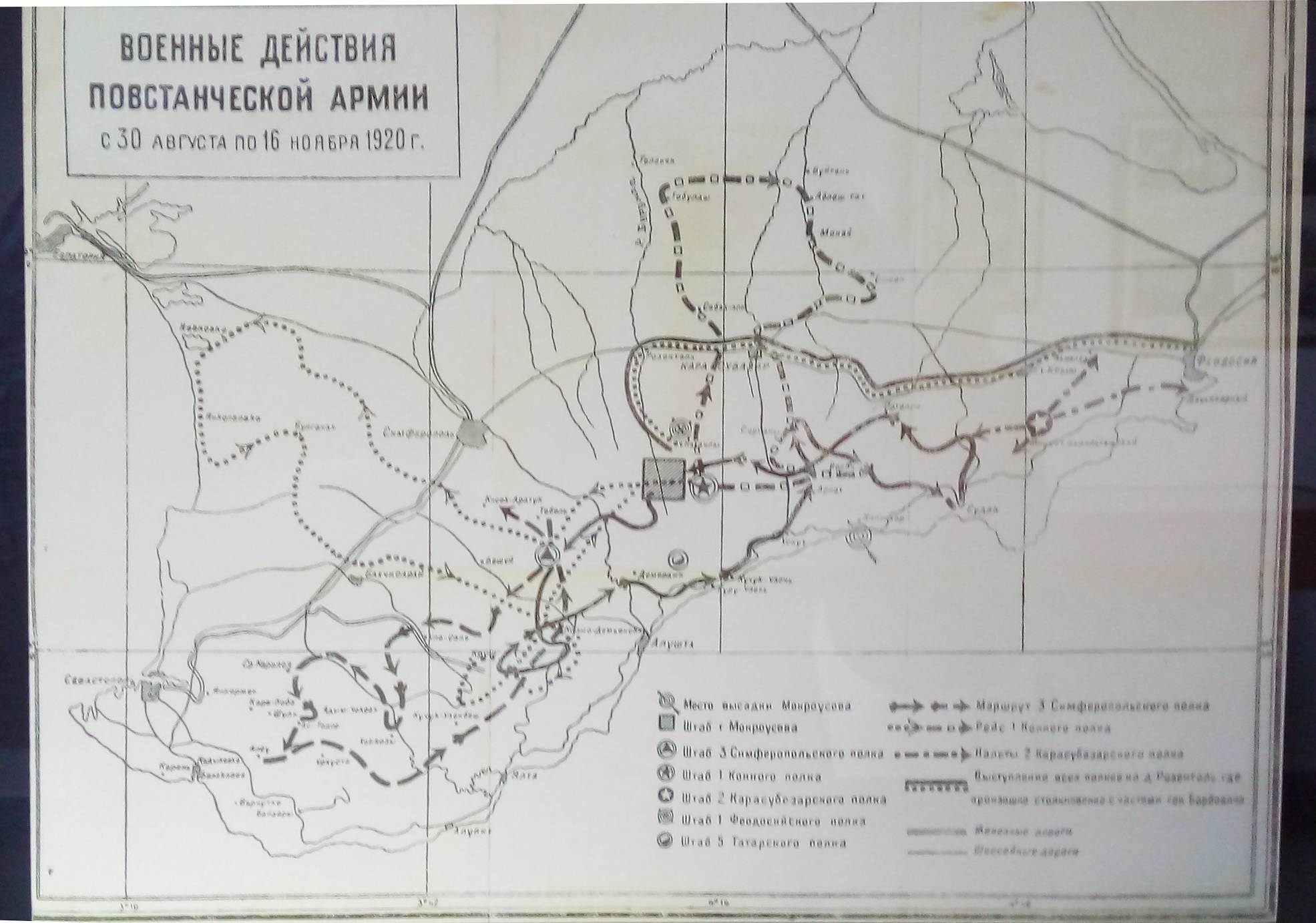
Карта действий Крымской повстанческой армии из экспозиции Судакского исторического музея (Дача Функа)

Штаб красных партизан также организовал ряд подпольных организаций в городах Крыма, в особенности среди севастопольских и керченских военных моряков. Симферопольские подпольщики печатали прокламации, их связь с партизанами поддерживалась через комсомольца М. Славного. К осени влияние большевиков среди матросов выросло и проникло в команды кораблей Врангеля.
Штаб красных партизан установил связь с Одессой, откуда доставлялась агитационная литература. 19 сентября газета «Таврический голос» писала: «Установлено, что большевики приезжали из Одессы на лодках и привозили большое количество коммунистической литературы».
7 октября 1920 года 3-м Симферопольским повстанческим полком была занята деревня Коккозы (ныне Соколиное) и обезоружена стража. Полк занял Каралез (ныне Красный Мак), где взял в плен двух солдат, одного стражника и 12 казаков. В деревне Ай-Тодор (Гористое) партизаны разогнали инженеров и рабочих, заготовлявших шпалы для ремонта железнодорожной ветки Джанкой — Перекоп. Партизаны сожгли приготовленные в Суук-Су (Лесное) и разложенные на протяжении двух-трех километров шпалы.
Боевые действия партизан и поддержка их населением встревожили контрразведку. 9 октября Врангель опубликовал приказ, согласно которому 50 % от всех ценностей, обнаруженных при обысках, отдавалось информатору. Офицерам, помогающим раскрытию подполья, предоставлялось право на внеочередное повышение в чинах. Применялись террор и издевательства над пленными. Захваченных партизан сажали на кол, рубили шашками, привязывали к лошадям и тащили их по земле.
10 сентября 1920 года Папанин был направлен за линию фронта в Харьков в Реввоенсовет Южного фронта для организации нового десанта и для доставки вооружения. Папанин вёз с собой донесение штаба повстанческой армии. В нём были намечены перспективы дальнейшей борьбы. Оканчивалось оно следующим требованием: «Для успешного партизанского движения необходимо доставить из Центра оружие следующим образом: дать в распоряжение т. Папанина один истребитель, если таковой имеется, или же быстроходный катер, на котором можно было бы кроме оружия доставлять также хотя бы раз в неделю человек по пятьдесят, которых свободно можно высадить во всем районе около Алушты».
С риском для жизни Папанин перешёл фронт кружным путём: через заслоны белых у Туака и Ускута на побережье с помощью партизана Дерен-Айерлы Османа, на судно контрабандистов, за 1000 рублей был доставлен в Турцию в Трапезунд, оттуда в Новороссийск и доставил донесение в Харьков. О своем свидании с Фрунзе он писал следующее:
«Командующий Южным фронтом Михаил Васильевич Фрунзе был в это время в Харькове: ему сообщили, что я приехал из тыла Врангеля. Он вызвал меня в штаб Южного фронта…
…Долго и подробно он расспрашивал меня о повстанческой армии. Его интересовало буквально все до самых мелочей. Он придавал исключительно большое значение повстанческому движению в Крыму. Он интересовался количеством бойцов в повстанческой армии, чем мы вооружены, есть ли деньги, как питаются партизаны, не занимаются ли грабежом, как относится к нам местное население. Я не успевал отвечать на вопросы. Внимательно выслушав меня, Фрунзе спросил, какая нужна помощь красным партизанам Крыма. Я подробно изложил, что необходимо т. Мокроусову и что требовалось для второго десанта. Тут же при мне товарищ Фрунзе по телефону отдал приказание о выделении средств и оружия для крымских партизан. Мне дали денег, помогли организовать отряд, выдали пулеметы, бомбы, большое количество винтовок. Командованию Азовской флотилии дано было распоряжение выделить два катера-истребителя…
… Тепло распрощавшись с Фрунзе, я стал готовиться в обратный путь. Окрыленный такой поддержкой, я с радостью возвращался к своим браткам, увозя с собой все необходимое для бойцов повстанческой армии и неизгладимое впечатление о славном полководце Красной Армии Михаиле Васильевиче Фрунзе».

### 2-й Папанинский десант и помощь Южному фронту в преследовании белых
По приказу войскам Южного фронта No.123/15 от 21 октября 1920 года была сформирована 4-я армия. В ее состав передавались войска Правобережной (бывш. александровского направления) группы войск 13-й армии. Приказом войскам фронта No.202/47 от 12 ноября 1920 года управления 4 и 13-й армий были слиты в одно Управление 4 армии.  Приказом войскам армии No.49 от 11 декабря 1920 года в ее состав включались Крымская повстанческая армия А. В. Мокроусова.
М. В. Фрунзе готовил крупнейшую Перекопско-Чонгарскую операцию и оценил значение высадки 2-го десанта для дестабилизации тылов Врангеля. Папанин немедленно приступил к снаряжению десанта. Он отобрал катер-истребитель МИ-17 и команду добровольцев. Был выделен ещё 1 млн рублей денег царскими ассигнациями. Суда десанта попали в шторм: «Рион» затонул, «Шахин» сбился с курса и вернулся в Новороссийск, добрался до цели только катер МИ-17. 9 ноября у Капсихора высадился десант из 50 человек. Было доставлено 75-мм орудие, два пулемета «Кольт», несколько пулеметов «Максим», 200 винтовок, патроны, бомбы. Прибытие десанта совпало с наступлением на Перекопе. Папанин оценил тактическое положение своего отряда, вооружил крестьян Капсихоры и окружающих деревень и приступил к боевым действиям. Он ударил в тыл отступающим частям конницы генерала И. Г. Барбовича. Она была рассеяна и через несколько дней отряд Папанина встретился с отрядами Мокроусова.
На Феодосийском шоссе красные партизаны вновь атаковали конницу Барбовича и образовали брешь в её порядках. Барбович выслал парламентеров с белыми флагами, чтобы узнать, с кем он имеет дело. Партизаны продолжили бой. Было захвачено несколько тысяч пленных, 15 пулеметов, много легких орудий, лошади, амуницию и другое снаряжение. Один только взвод под командованием т. Кудрявцева захватил около 600 пленных. Победа на Феодосийском шоссе, была отмечена командующим Первой конной армии С. М. Буденным.
Приказами по 4-й армии Южного фронта войскам армии No.34/п от 27 ноября и No.40 от 10 декабря 1920 года Крымская армия была расформирована.
После полного занятия Крыма частями Южного фронта Крымская повстанческая армия была распущена, часть ей состава влилась в регулярные части РККА, многие участники стали советскими активистами в Крыму, А. В. Мокроусов возглавил в деревне Кара-Кият сельхозкоммуну, И. Д. Папанин стал комендантом Крымской чрезвычайной комиссии. Осман Дерен-Айерлы стал членом трибунала-«тройки» вместе с Р. С. Землячкой и Белой Куном. Многие участники Крымской повстанческой армии впоследствии стали участниками Партизанского движения в Крыму в годы Великой Отечественной войны.
В 1920—1930 годах деятельность крымских партизан стала частью советского официоза, было выпущено несколько книг воспоминаний и работ-исследований по истории Крымской повстанческой армии, среди которых наиболее подробная книга М. Б. Вольфсона к 20-летию событий, выходили юбилейные статьи в печати.

## Память

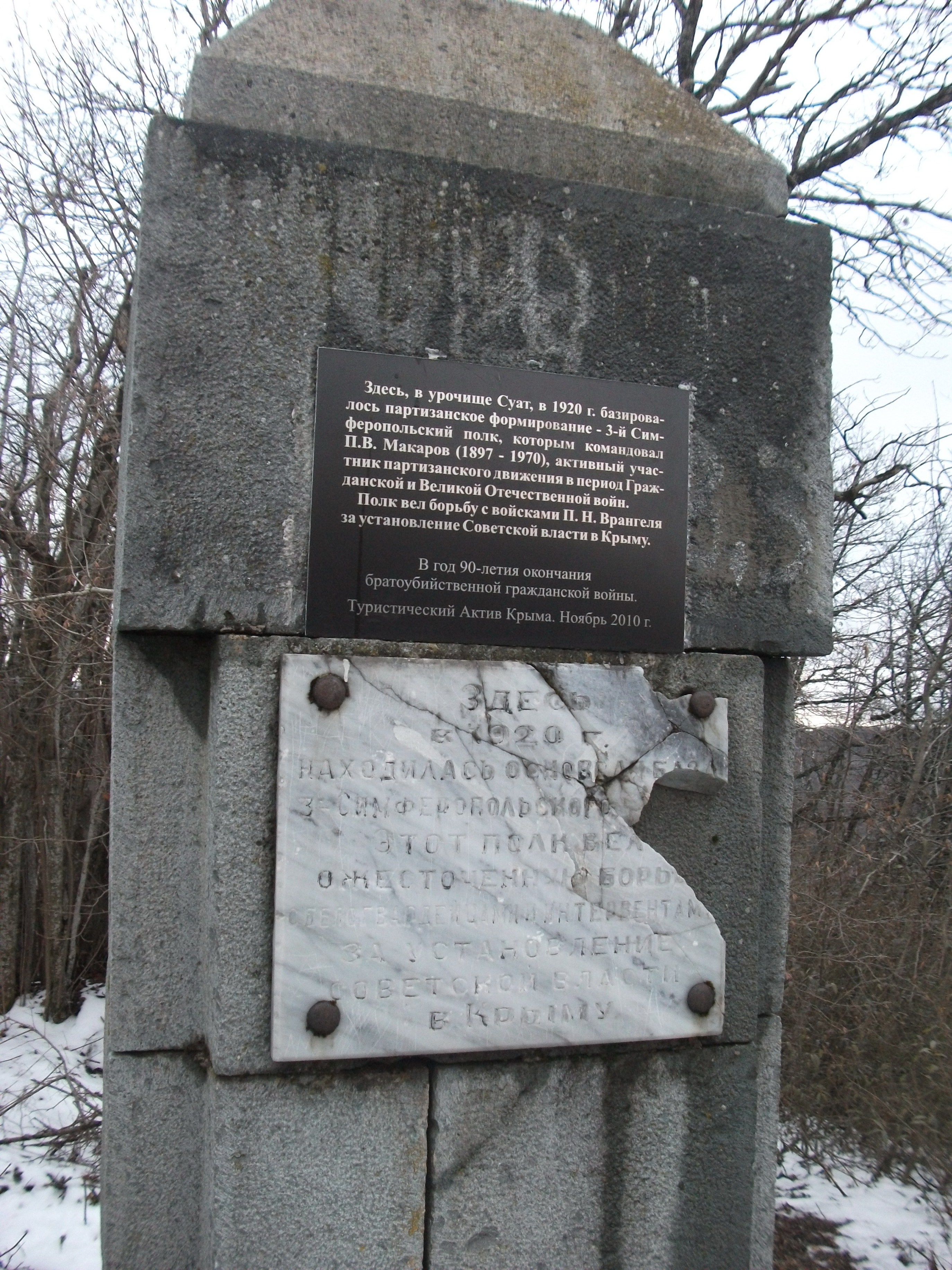
Памятный знак на месте базирования 3-го Симферопольского полка Макарова П. В.
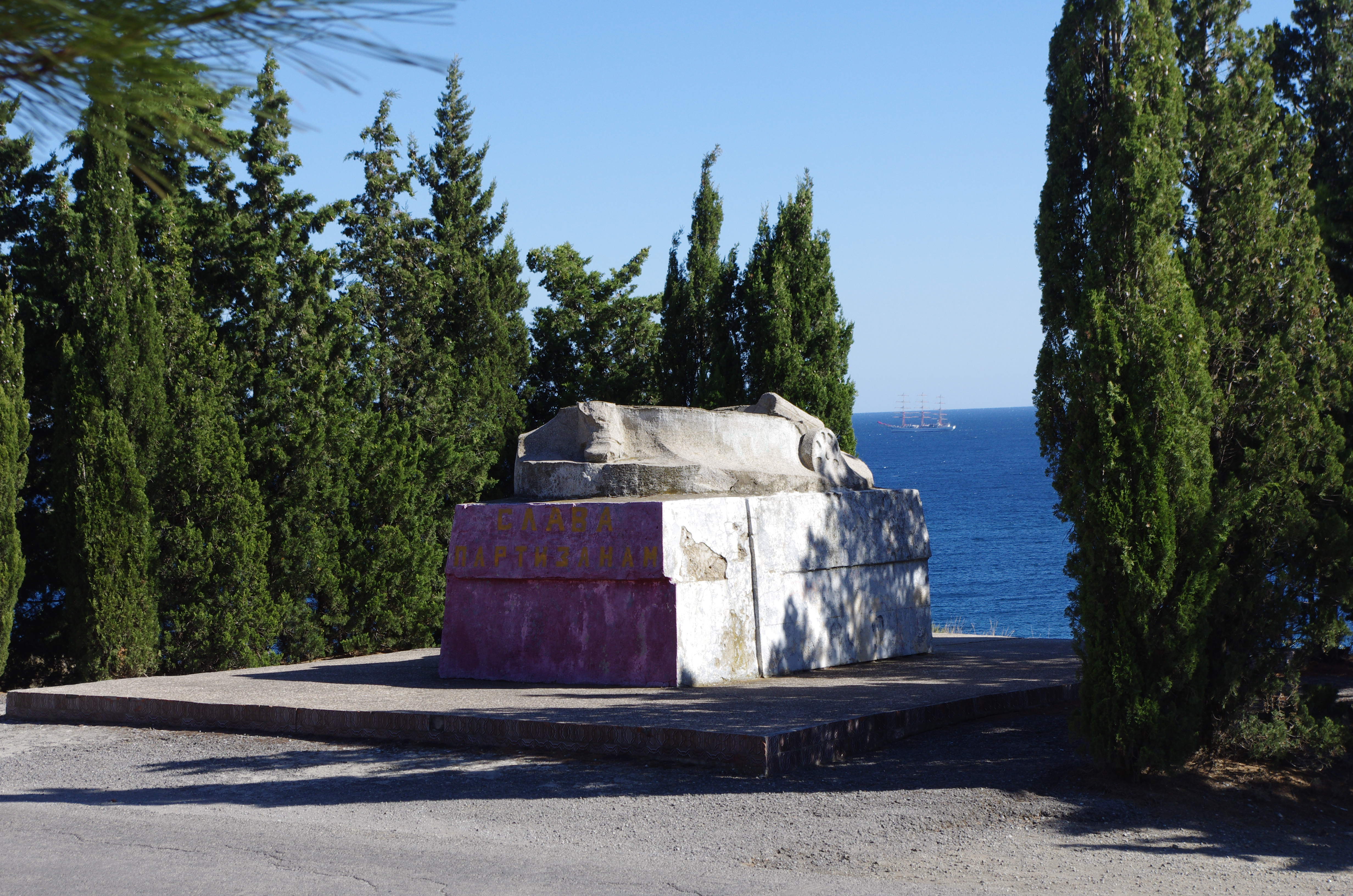
Памятник морскому десанту А. В. Мокроусова в Морском
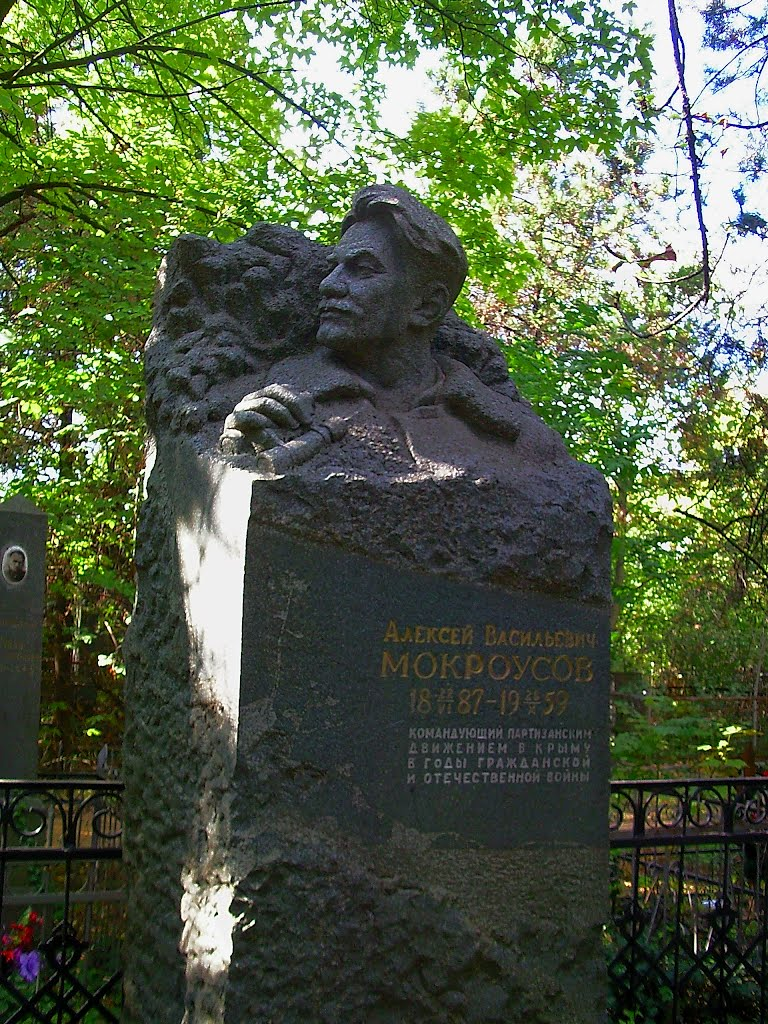
Могила А. В. Мокроусова в Симферополе

В СССР на местах действий Крымской повстанческой армии было создано несколько мемориалов.
- Место высадки партизанской группы А. В. Мокроусова Адрес: Морское , 2 км к западу, на берегу моря. 44°49′09″ с. ш. 34°47′24″ в. д.HGЯO Памятник 1978 года, был разрушен вандалами в 1990-е годы. Сохранился только постамент и ноги фигуры. Народное название Памятник башмакам.  Объект культурного наследия народов РФ регионального значения. Рег. № 911710873070005 (ЕГРОКН)
- Памятный знак на месте базирования 3-го Симферопольского полка Адрес: Крымский природный заповедник, кордон Крапивного, в 1,0 км к юго-востоку44°47′12″ с. ш. 34°15′33″ в. д.HGЯO  Объект культурного наследия народов РФ регионального значения. Рег. № 911710829540005 (ЕГРОКН)
- Братская могила красногвардейцев и партизан, погибших в годы Гражданской войны Адрес: Белогорск, улица Луначарского, 48  Объект культурного наследия народов РФ регионального значения. Рег. № 911710902610005 (ЕГРОКН)
- Могила партизана А. А. Васильева в Сартане (ныне Алексеевка), Белогорский район.  Объект культурного наследия народов РФ регионального значения. Рег. № 911710903050005 (ЕГРОКН)
- Могила А. В. Мокроусова на Военном кладбище в Симферополе, скульптор Кошкин Константин Гаврилович Объект культурного наследия народов РФ регионального значения. Рег. № 911710892670005 (ЕГРОКН)

Действиям Крымской повстанческой армии посвящен стенд в экспозиции Судакского исторического музея (Дача Функа).